# Газопереробний завод Рас-Бакр
Газопереробний завод Рас-Бакр – інфраструктурний об'єкт нафтогазової промисловості Єгипту, споруджений для роботи з продукцією родовищ Суецької затоки.
Під час розробки виявлених у Суецькій затоці нафтових родовищ отримували значні обсяги попутного газу, який спершу спалювався на факелах. Монетизація цього ресурсу почалась із запуском у 1983-му державною Egyptian General Petroleum Corporation газопровідної системи Рас-Шукейр – Суец, одним з джерел живлення якої став газопереробний завод Рас-Бакр (в межах проекту отримав позначення Unit 101). Сировина для роботи ГПЗ надходила по трубопроводу з офшорного нафтового родовища Октобер.
Первісно ГПЗ мав приймати для переробки 1,1 млн м3 газу на добу. Станом на 1999 рік цей показник довели до 3,9 млн м3 на добу, з яких за проектом могли вилучати 3600 барелів конденсату та 950 тон зрідженого нафтового газу (ЗНГ, пропан-бутанова фракція) на добу. Втім, частина газу проходила у Рас-Бакр лише осушку, після чого спрямовувалась по трубопроводу завдовжки 47 км (з них 35 км офшорна частина) та діаметром 250/400 мм до розташованої південніше станції сепарації нафти та газу у Рас-Шукейр (Unit 103), яка обслуговувала ГПЗ Рас-Шукейр (Unit 104).
Видача рідких вуглеводнів з ГПЗ можлива по трубопроводу Рас-Бакр – Рас-Гаріб – Асьют (в 2020-му пропускна здатність цієї системи суттєво збільшилась за рахунок спорудження лупінгу), при цьому ще з кінця 1990-х до резервуарного парку Рас-Бакр вивели трубопровід для ЗНГ, який перекачує продукцію розташованого на протилежному березі Суецької затоки газопереробного заводу Абу-Рудайс. 